# 2300 아레나
2300 아레나(2300 Arena)은 미국 펜실베이니아주 필라델피아에 위치한 실내 경기장이다.